# Thomas Gangl (Manager)

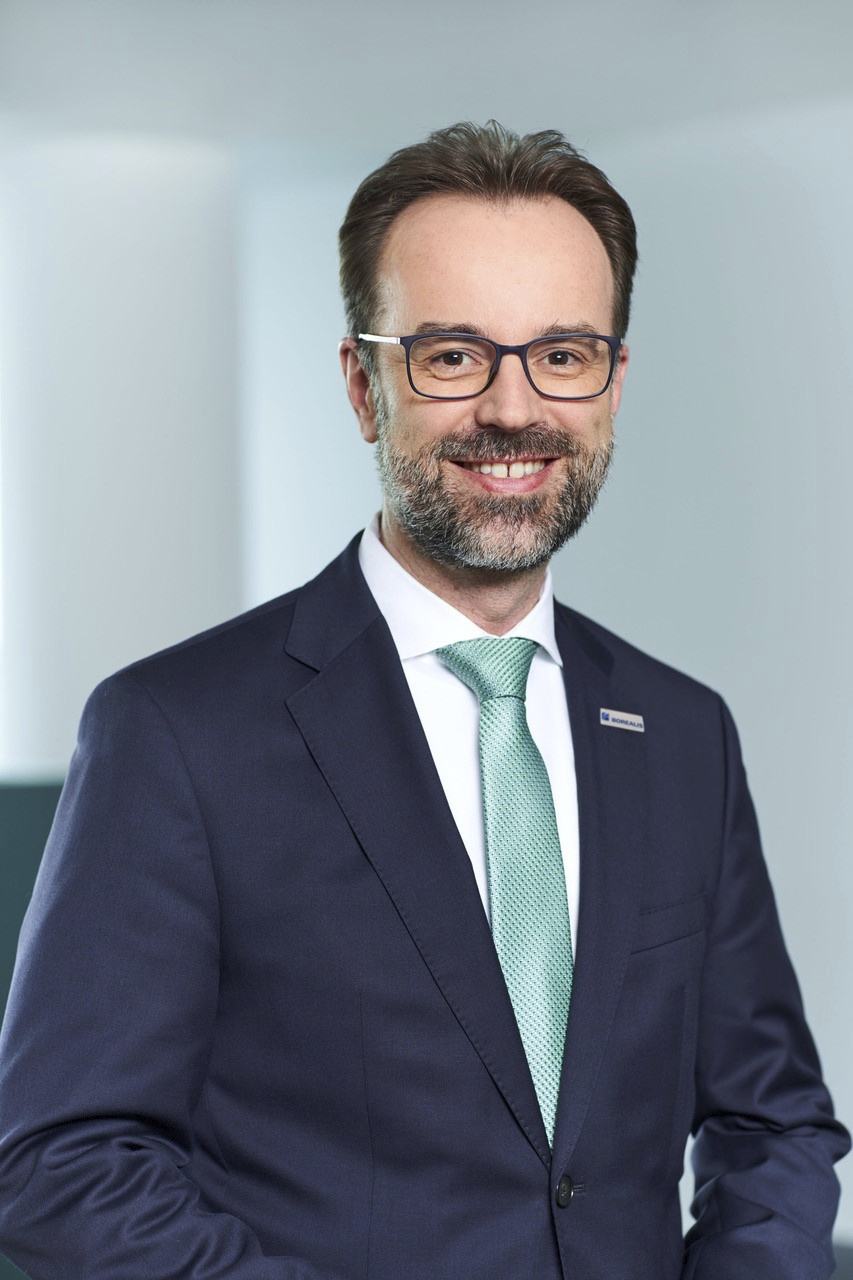
Thomas Gangl (2021)

Thomas Gangl (* 9. Oktober 1971 in Reichersberg, Oberösterreich) ist ein österreichischer Manager und seit 1. April 2021 CEO der Borealis AG.

## Werdegang
Gangl studierte Verfahrenstechnik an der Technischen Universität Wien (Abschluss 1998) sowie Mechanical Engineering an der University of Salford im britischen Manchester (1997).
Seit 1. April 2021 ist er CEO der Borealis AG. Zuvor war er von 2019 bis 2021 Vorstandsmitglied der OMV AG und verantwortlich für den Bereich Refining & Petrochemical Operations.
Der Innviertler begann 1998 als Prozess-Ingenieur in der Raffinerie Schwechat. 2011 wurde er General Manager der OMV Deutschland GmbH und Raffinerieleiter im deutschen Burghausen. Im Jahr 2014 übernahm er die Leitung der Raffinerie Schwechat und 2016 wurde er Senior Vice President der Business Unit Refining & Petrochemicals mit Verantwortung für alle drei OMV-Raffinerien (Schwechat, Burghausen und Rumänien).
In seinen 20 Jahren bei der OMV hat er nicht nur das Raffinerie- und Petrochemiegeschäft mitgestaltet, sondern war auch für die Etablierung des Chemikalienrecyclings verantwortlich und legte damit den Grundstein für die Kreislaufwirtschaftsstrategie der OMV. Im März 2024 wurde bekannt, dass sich der Aufsichtsrat der Borealis und Gangl einvernehmlich auf die Beendigung des Mandats als Vorstandsvorsitzender mit Mitte 2024 geeinigt hatten.
Thomas Gangl ist verheiratet und Vater eines Sohnes.